# Frank Murphy
William Francis "Frank" Murphy, född 13 april 1890 i Sand Beach, Michigan, död 19 juli 1949 i Detroit, Michigan, var en amerikansk demokratisk politiker och jurist.
Juristsonen Murphy valde att följa faderns fotspår. Han studerade juridik vid University of Michigan. Han bedrev fortsatta studier vid Trinity College, Dublin.
Han deltog i första världskriget och befordrades till kapten.
1930 valdes han till borgmästare i Detroit. Han var generalguvernör av Filippinerna 1933-1935. När generalguvernörsämbetet avskaffades, tjänstgjorde Murphy ännu ett år i Manila som High Commissioner.
Han var guvernör i delstaten Michigan 1937-1939. Han tjänstgjorde som USA:s justitieminister 1939-1940. Sedan utnämnde Franklin D. Roosevelt honom till USA:s högsta domstol. Murphy var sina nio sista år, 1940-1949, domare i högsta domstolen. Där förespråkade han individens rättigheter och konstaterade att interneringen av amerikaner av japansk härkomst var rasistisk i samband med fallet Korematsu v. United States 1944. Murphys syn var i minoritet i det fallet.
Murphy avled i sömnen på Henry Ford Hospital av en hjärtinfarkt. Han förblev ogift livet ut. Edward G. Kemp, också ogift, var hans nära vän, medhjälpare och advokatpartner.